# Martin Näbauer (Geodät)
Martin Näbauer (* 14. Oktober 1879 in Blaufeld bei Wasserburg am Inn; † 26. Oktober 1950 in München) war ein deutscher Geodät und Hochschullehrer an der TH München.

## Leben
Martin Näbauer studierte von 1898 bis 1900 Geodäsie an der Technischen Hochschule München, danach praktische Vermessungstätigkeit in Mitterfels; 1902 legte er die Staatsprüfung für den bayerischen Vermessungsdienst ab. Ab 1903 war er Assistent unter Max Carl Ludwig Schmidt, legte 1906 die neu eingeführte Diplomprüfung ab, promovierte 1907 und habilitierte sich 1908. Darauf lehrte er an der TH Braunschweig (1910) und der TH Karlsruhe (1917), ehe er von 1926 bis 1949 als Ordinarius nach München kam.
Näbauers Hauptarbeitsgebiete waren die Ausgleichungsrechnung sowie die Fehlerrechnung, die terrestrische und astronomische Strahlenbrechung. Er war Mitglied der wissenschaftlichen Kommission für die Preußische Landesaufnahme und des Beirats für das Vermessungswesen, seit 1931 Mitglied der Bayerischen Kommission für Internationale Erdmessung, ab 1943 ordentliches Mitglied der Bayerischen Akademie der Wissenschaften und schließlich 1949 gewählter Gründungsvorsitzender der Deutschen Geodätischen Kommission (DGK).
Die Geodätin Martha Näbauer war seine Tochter.

## Schriften
- Grundzüge der Geodäsie mit Einschluss der Ausgleichungsrechnung, Leipzig 1915
- Vermessungskunde, 1922 u.ö.